# William Thoresson
William Thoresson (Gotemburgo, Suecia, 31 de mayo de 1932) es un gimnasta artístico sueco, especialista en la prueba de suelo, con la que ha conseguido ser campeón olímpico en Helsinki 1952 y sucampeón olímpico en Melbourne 1956.

## Carrera deportiva
En 1952 participó en los JJ. OO. que se celebraron en Helsinki consiguiendo la medalla de oro en el ejercicio de suelo, quedando en el podio por delante del japonés Tadao Uesako y del polaco Jerzy Jokiel, ambos empatados con la plata. 
Dos años después, en el Mundial de Roma 1954 ganó el bronce en la misma prueba, y otros dos años más tarde, en las Olimpiadas celebradas en Melbourne (Australia) en 1956, consiguió la plata en el mismo ejercicio, en esta ocasión por detrás del soviético Valentin Muratov.